# Jarvis Williams
Reigarvius Jacquez „Jarvis” Williams (ur. 21 stycznia 1993 w Macon) – amerykański koszykarz, występujący na pozycjach skrzydłowego, aktualnie zawodnik Zorg and Zekerheid Leiden.
3 sierpnia 2015 podpisał umowę ze Śląskiem Wrocław. 29 lutego 2016 jego kontrakt został wykupiony przez drużynę Tofasu Bursa, zespołu występującego w II lidze tureckiej.
16 sierpnia został zawodnikiem Caen Basket Calvados, występującego we francuskiej II lidze (Pro B).
4 marca 2019 dołączył do HydroTrucku Radom. 8 sierpnia podpisał umowę z holenderskim Zorg and Zekerheid Leiden.

## Osiągnięcia
Stan na 8 sierpnia 2019, na podstawie, o ile nie zaznaczono inaczej.
NCAA
- Mistrz:
  - turnieju College Insider.com (2014)[7]
  - sezonu regularnego:
    - konferencji Ohio Valley (OVC – 2015)
    - dywizji konferencji OVC (2014, 2015)
- Wybrany do:
  - I składu:
    - OVC (2015)
    - najlepszych nowo przybyłych zawodników OVC (2014)
    - turnieju College Insider.com (2014)

  - II składu OVC (2014)
- Uczestnik:
  - meczu gwiazd Reese's College All-Star Game (2015)
  - turnieju Portsmouth Invitational (2015)
- Lider NCAA w skuteczności rzutów z gry (2014)[8]

Indywidualne
(* – nagrody przyznane przez portal eurobasket.com)
- MVP finałów LNB Pro B (2017)
- Zaliczony do[3]:
  - I składu:
    - II ligi francuskiej ProB (2017)
    - najlepszych zagranicznych zawodników II ligi francuskiej ProB (2017)